# Lilla Malma kyrka
Lilla Malma kyrka är en kyrka som tillhör Dunker-Lilla Malma församling i Strängnäs stift. Kyrkan ligger ganska centralt i Malmköping, mellan genomfartsleden Landsvägsgatan och den gamla militärexercisplatsen Malma hed.

## Kyrkobyggnaden
Kyrkobyggnadens äldsta delar är troligen från runt år 1200 och byggnaden bestod då av ett långhus om 9 x 6 meter och ett smalare kor.
Mot slutet av 1300-talet förlängdes kyrkorummet mot öster till en total längd om ca 16 meter och ytterligare cirka hundra år senare slogs tegelvalv upp inuti kyrkan. 
Under 1700-talet utvidgades kyrkan återigen. Bland annat tillkom sidoskeppet mot norr, den så kallade "nykyrkan".
Nästa större förändring ägde rum först 1872, då vapenhuset som fram till dess tjänat som sakristia, revs. En ny sakristia byggdes i vinkeln mellan koret och nykyrkan. Under 1890-talet ersattes koret av ett nytt tresidigt kor i tegel, fönstren vidgades och hela nordväggen revs ned och återuppbyggdes. Även de gamla gavlarna revs och ersattes med trappgavlar. 
År 1957 förlängdes kyrkan ytterligare fem meter åt väster varvid nytt vapenhus och orgelutrymme tillkom. Samtidigt revs den västra trappgaveln.

## Inventarier
Altaret är från 1986, murat med en skiva av kalksten. Det pryds sedan 1897 av en glasmålning i östfönstret. Dessförinnan fanns där en altaruppsats i senbarock förfärdigad 1745 av mäster Johan Ullberg. Denna altaruppsats finns nu uppsatt i nykyrkans norra vägg.
Dopfunten i kalksten är skänkt 1931, tillsammans med ett tennbäcken och en dopskål av silver.
Predikstolen, som är införskaffad 1648, satt tidigare på kyrkans sydvägg, men är nu placerad i vinkeln mellan det gamla långhuset och sidoskeppet. Som dekoration har den de fyra evangelisterna med deras symboler. Mästarens namn är okänt.
Klockstapeln är från 1684 och har två klockor. Den mindre klockan är gjuten i Stockholm 1687 medan den större är från senmedeltiden och har helgonen Maria och Johannes ingraverade.

## Omgivning
Stigluckan på kyrkogårdens södra sida anses vara från 1400-talet. Under dess valv finns två järnhällar uppställda, som förr legat över gravar inne i kyrkan.
Ett nytt gravkapell uppfördes under 1970-talet väster om stigluckan och utanför kyrkogårdsmuren. Det ersatte då det äldre kapellet från 1913.

## Bilder

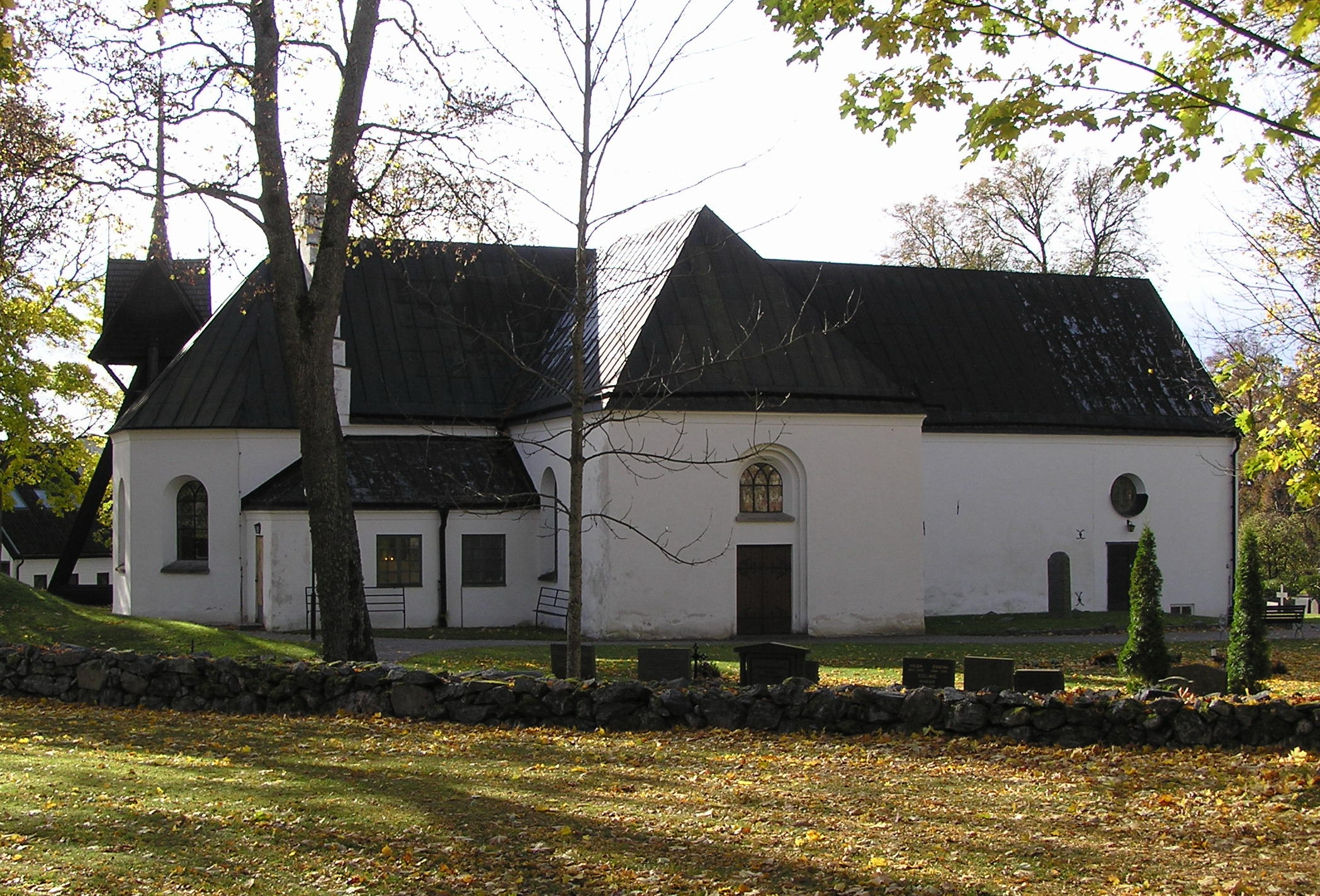
Lilla Malma kyrka från nordost
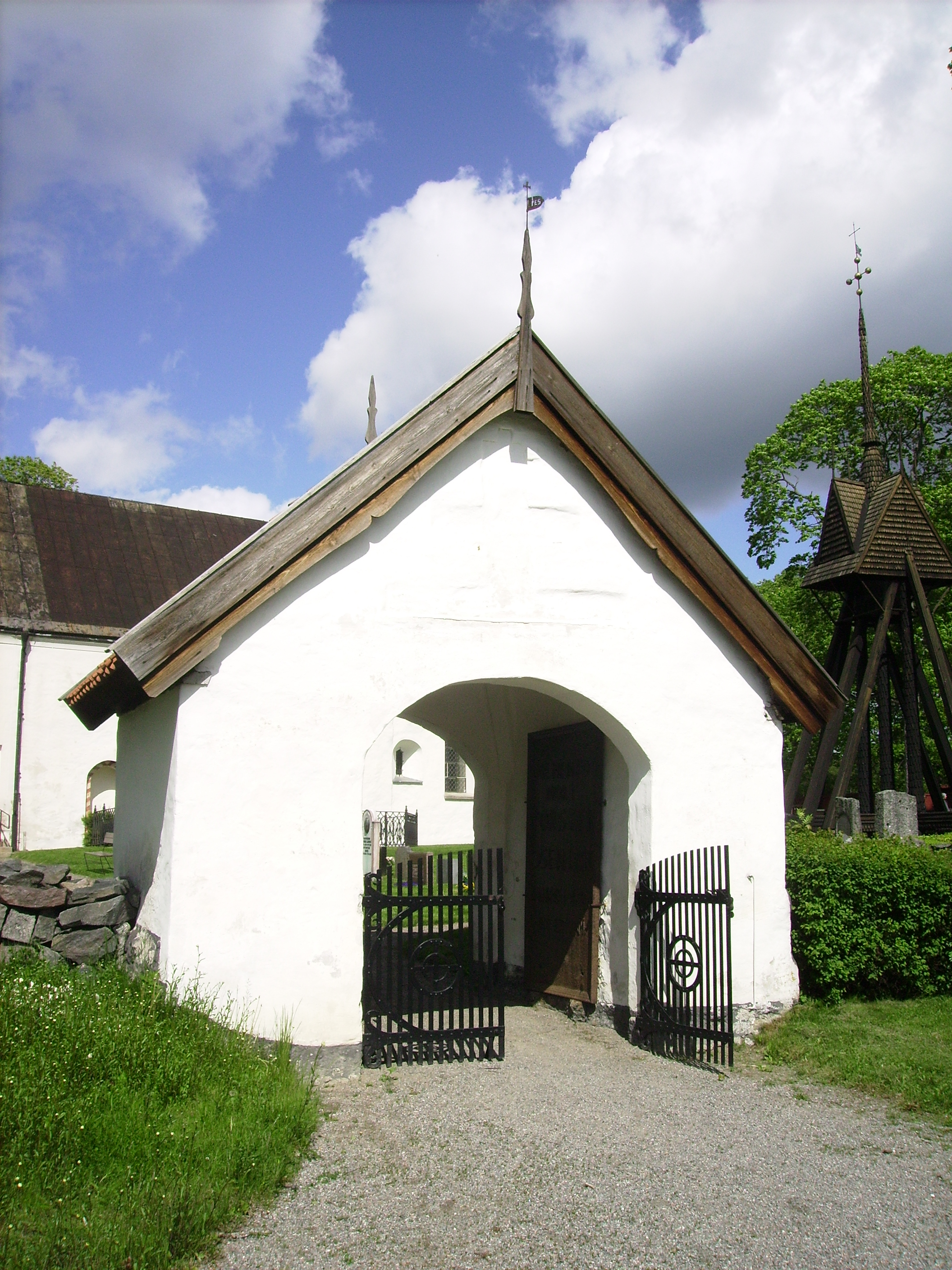
Stiglucka
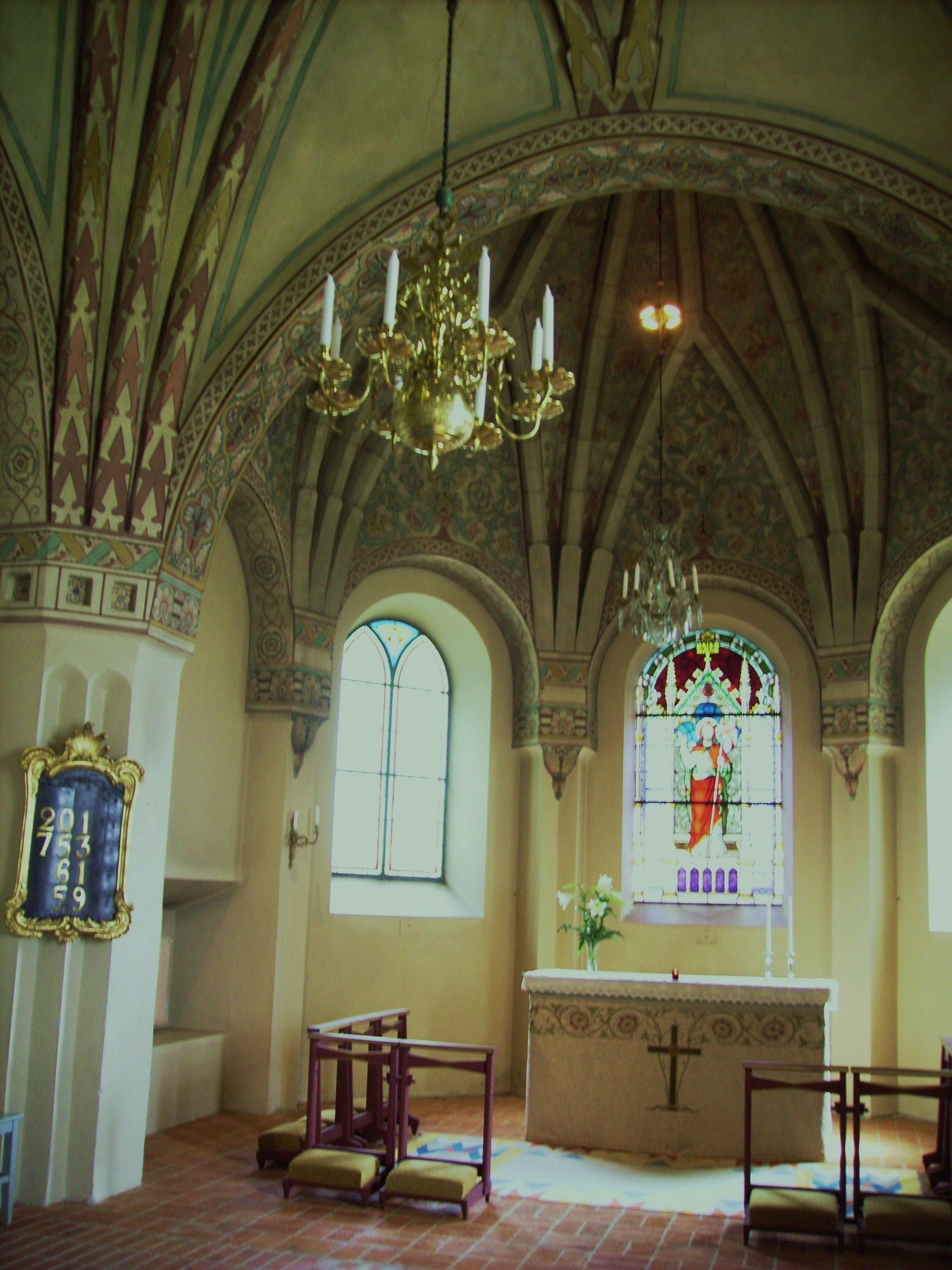
Altare
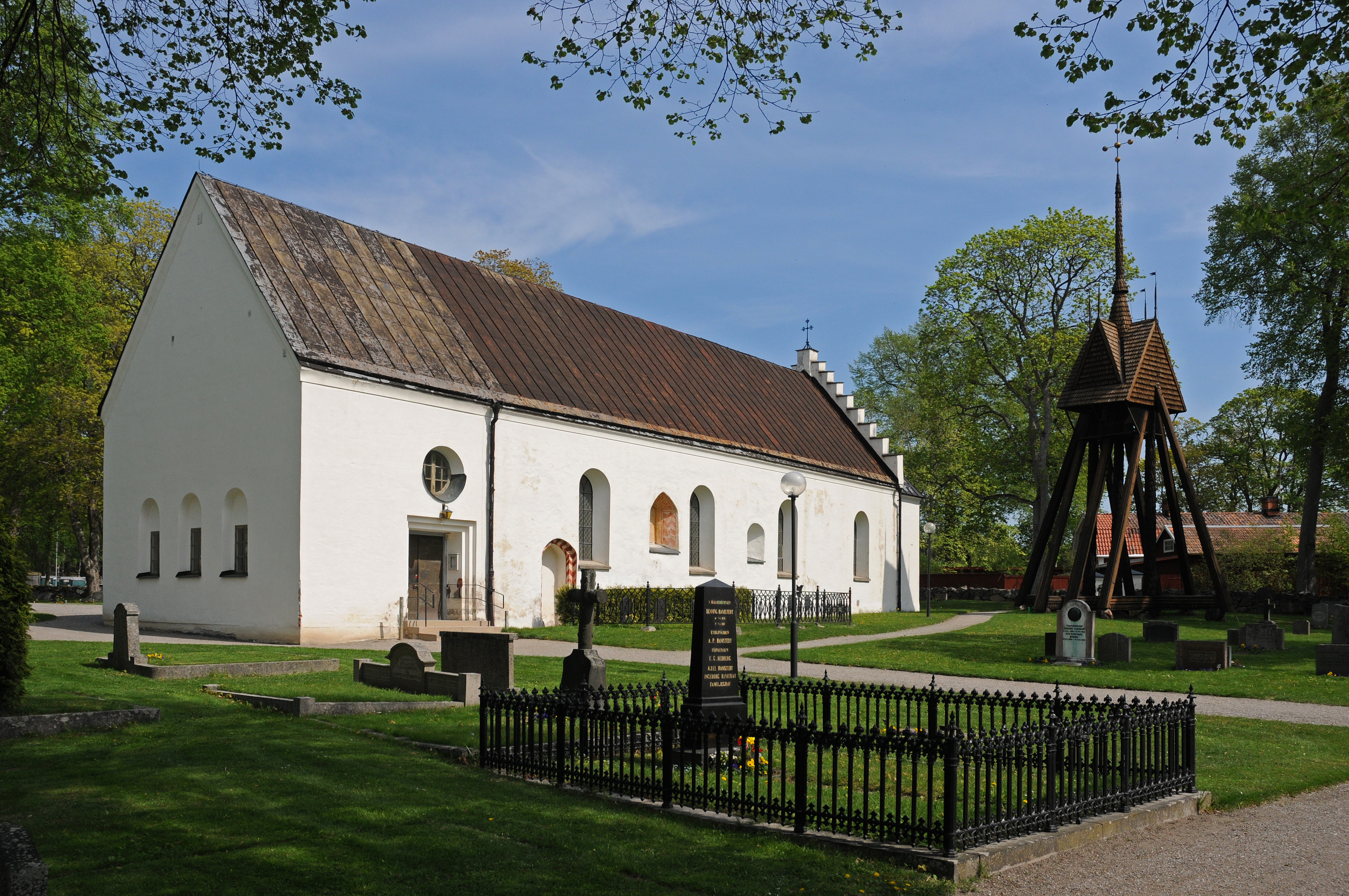
Vy från sydväst
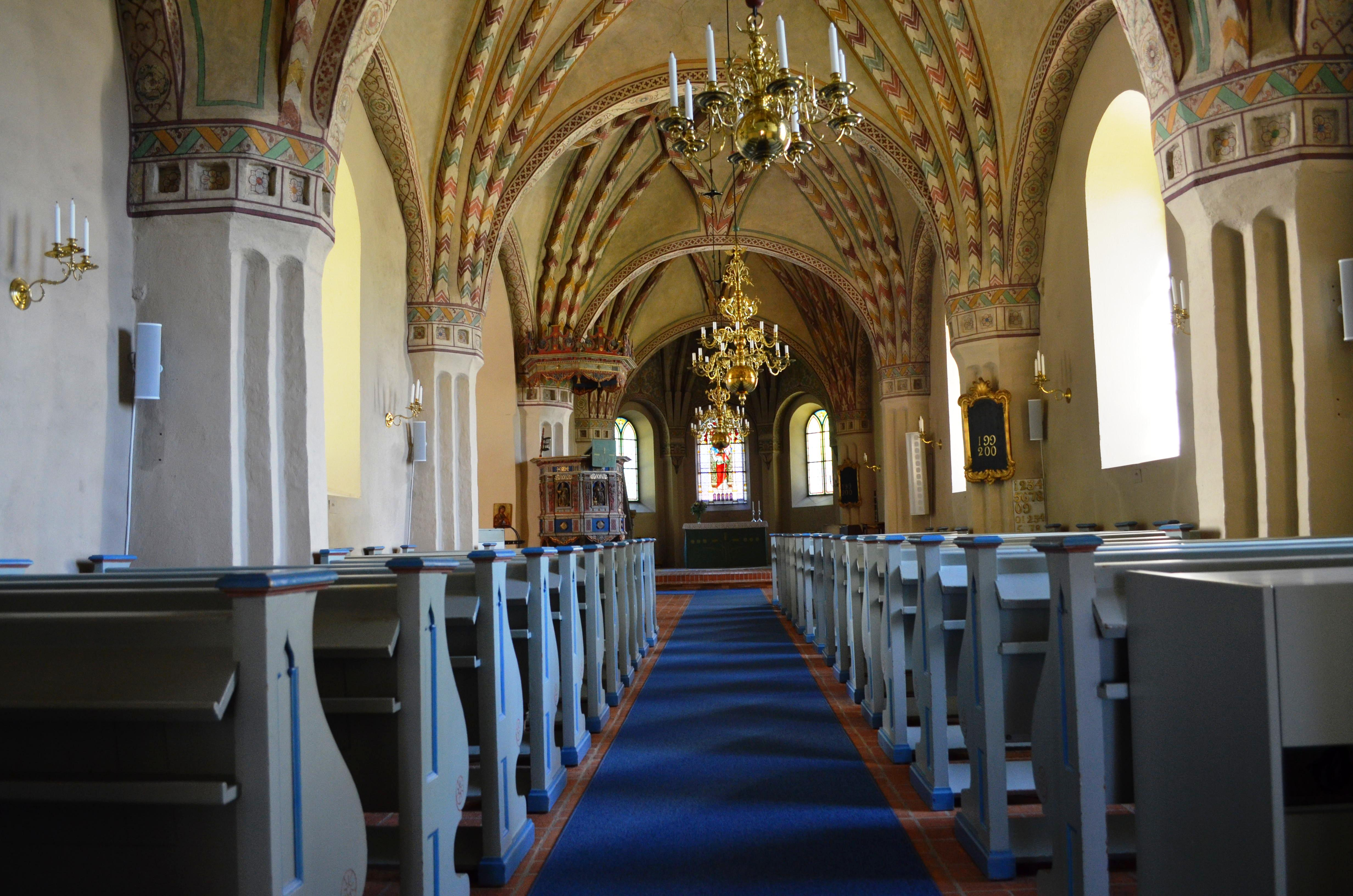
Lilla Malma kyrkas kykosal

### Webbkällor
- byggnadspresentation
- www.malmkoping.se
- Wikimedia Commons har media som rör Lilla Malma kyrka.